# Дарія Віконська
Дарія Віконська, справжні ім'я та прізвище: Іванна-Кароліна Володиславівна Федорóвич-Малицька гербу Огінець (17 лютого 1893, Відень - 25 жовтня 1945, Відень) - українська письменниця, літературний критик, перекладачка, літературо- і мистецтвознавиця Галичини міжвоєнного періоду.

## Життєпис
Іванна-Кароліна Федорович народилася у Відні 1893 року, була позашлюбною донькою шляхтича Владислава Федоровича. Дитинство і юність майбутньої письменниці минули в Західній Європі, де вона навчалась. До 20-річного віку Іванна взагалі не розмовляла ні українською, ні будь-якою іншою слов’янською мовою. Щоб виправити це, батько найняв для доньки учителем української мови сина управителя свого маєтку в селі Вікно Миколу Малицького, на той час викладача Тернопільської гімназії. Уроки української закінчилися коханням. Гімназійний професор і його учениця взяли шлюб, на який, однак, не дав благословення батько Іванни.
Після весілля подружжя Малицьких проживало в родинному маєтку в Шляхтинцях. Вони мали велике господарство. У них часто гостювали Олекса Новаківський та Євген Маланюк. Згодом Іванна-Кароліна почала писати. З 1922 року друкувала під псевдонімом І.Федоренко та своїм повним ім'ям поезії в прозі, нариси на літературні та мистецькі теми в Літературно-науковому віснику, що виходив під редакцією Дмитра Донцова. З 1930 року друкувала статті на мистецькі теми в щоденнику "Діло" та журналі "Нова Хата", а також окремі дописи і нариси в "Жіночій долі", "Дажбогу" (де підписувалась псевдо Дарія Віконська). У 1931 році видала власним коштом збірку діалогів на теми життя та мистецтва "Райська яблінка" під псевдонімом Дарія Віконська.
За спогадами В. Мудрого: 
| вже дозрілою особою найшлася вона в українському середовищі, в маєтку свого батька у Відні. Щойно тоді почала виучувати українську мову та опанувала її скоро так знаменито, що могла в ній висловлювати найніжніші почування та найскладніші думки у своїх літературних та мистецько-критичних оглядах і студіях. |
1919 року маєток Малицьких був конфіскований новоявленою радянською владою. Подружжя відтепер проживало в Тернополі у своїй квартирі на вул. Сокола. 1939 року чоловіка Іванни-Кароліни заарештували чекісти.
Удова невдовзі після нападу Німеччини переїхала до Відня. Однак 1942 року повернуся до Галичини й упродовж двох років мешкала у Львові. З наближенням лінії фронту в 1944 році подалася на Захід, знов опинившись у Відні.
Після арешту М. Малицького у 1939 році радянськими окупантами Ліна зі старенькою мамою, за спогадами В. Мудрого: 
| Лишилась без опіки. Це було для неї страшним моральним ударом. Їй все-таки вдалось виїхати разом із матір’ю німецькими транспортами до Відня. У 1942 р. вона вернула до Львова, де втратила матір. Потім перенеслась до Тернополя, але до власної хати вернути їй не вдалось. У 1944 р. виїхала вдруге до Відня, де жила серед дуже важких умовин, у свояків по матері. |
Коли до Відня ввійшла Червона армія, вона вже знала, що на неї полює СМЕРШ, тому, «тікаючи від енкаведистів, які прийшли її арештувати, вона вискочила через вікно із третього поверху на брук і на місці від того трагічного скоку померла»..

## Літературна спадщина
Літературна спадщина Д. Віконської не надто об’ємна. Однак вона слугує надзвичайно цікавим прикладом того, як художня література стає віддзеркаленням не матеріального життя, а тих духових процесів, які формують інтелектуальний та мистецький клімат епохи.
У "Райській яблінці" відображено дискусії про ті найпекучіші проблеми, які поставила епоха модернізму, зокрема й трансформоване відображення ідеологічного протистояння ірраціоналізму з матеріалізмом.
Збірка «За силу й перемогу» складається з низки есеїв, кожен із яких можна було б розглядати як окремий твір. Водночас вони творять цілісну концепцію, що має на меті змінити цілу низку ментальних зразків українців та скорегувати базові етнопсихологічні риси, які мали б усунути конкретні недоліки в характері української нації, що призводили до втрати державності.
«За силу й перемогу» (перша частина мала назву «За державну бронзу») була опублікована у 1938 році. У перспективі мали з’явитися ще два томи есеїв, однак початок Другої світової війни завадив цьому.
В есеї «Степ» (у збірці «За силу й перемогу») письменниця студіює вплив одного з географічних факторів на українську етнопсихологію. Українська мрійливість, пише вона, «буйна <...> немов степова трава», а «широкий степ родив широку фантазію. Ніщо ока не спиняє серед степу. Людина не бачить напрямних довкола себе. Ніякі різко очерчені форми матеріального світу не протиставляються стихійному гонові йти, куди їй подобається. Вона зауважує, що всі сили слід спрямувати на формування сильної, вольової нації, здатної на державний чин, на здобуття й перемогу у майбутньому Української самостійної соборної держави.
В есеї «Психіка ресентименту» авторка продовжує вивчення етнопсихологічних позитивних та негативних рис українського характеру, розпочате в попередньому есеї. Тут детально проаналізовано психологічні основи комплексу меншовартості, рабської психології. У цьому контексті важливим є розгляд певних негативних рис українського менталітету, який сформувався внаслідок багатолітнього поневолення. Дарія Віконська пропонує шляхи їх кореляції. Серед таких рис – індивідуалізм українців.

## Дослідницька спадщина
Про талант письменниці свідчить і її багатогранна дослідницька спадщина. Займаючись проблемами чужоземного мистецтва, літератури, суспільно-політичного життя, вона завжди мала на оці їхню проєкцію в український культурний, літературний, ментальний, суспільно-політичний простір. Важливим аспектом літературознавчих студій мисткині є пошук можливих компаративістичних стратегій інтердисциплінарних досліджень – на межі між літературою, малярством, скульптурою та музикою. Д. Віконська у своїх літературознавчих дослідженнях відкрила для української культури кількох письменників, які нині є визначальними для епохи модернізму. Її перу належать перші дослідження про творчість письменників-модерністів: «Джеймс Джойс: Тайна його мистецького обличчя» (1934); «Оскар Вайлд (Огляд літературної творчості)» (1923). Таким чином, письменницю можна назвати засновницею українського «вайлдознавства» та «джойсознавства». Чи не першою в українському літературознавстві вона почала писати й про творчість Волта Вітмена.
Дарія Віконська першою в українському літературознавстві поставила й спробувала вирішити проблему національної ідентичності цих авторів та означити зв’язок між національною ідентичністю та мовою, якою пише письменник. Ідейні та культурологічні уявлення про літературу, мистецтво, культуру представлено у цілій низці її статей. Вона однією з перших в українському літературознавстві пробувала вводити принципи інтердисциплінарності у дослідженні літературного твору: її роздуми над художніми текстами дуже часто перемежовуються роздумами з інших ділянок мистецтва – у першу чергу малярства, скульптури та музики.

## Твори
- У 2013 році у Львові, у видавництві "Піраміда" (укладач Василь Габор) вийшла книга "Жінка в чорному. Джеймс Джойс. Тайна його мистецького обличчя".
- У 2014 році у Львові, у видавництві "Піраміда", виходить книга "Райська Яблінка": Антологія української малої "жіночої" прози Галичини міжвоєнного періоду" Упорядкування, передмова та примітки Надії Поліщук. У ній, окрім творів Ірини Вільде, Наталени Королеви та Катрі Гриневичевої, уміщені поезії в прозі та мистецькі образки Дарії Віконської.
- У 2015 році у Львові, у видавництві "Піраміда" вийшла книга Дарії Віконської "Ars longa...": Літературознавство. Мистецтвознавство. Культурологія. Есеї" (упор. та літ.редакція Надії Поліщук). У книзі вміщено критичні нариси Д. Віконської "Форма й зміст в літературі", "Про європейскість нашої літератури", а також розвдки про Волта Вітмена, Оскара Вайлда, Вальдемара Бонзельса, Софію Яблонську, Ромена Роллана, Богдана Лепкого, мистецькі нариси про Івана Труша, Олексу Новаківського, Олену Кульчицьку та ін., про мистецькі виставки й концерти, про "жіноче" питання та ін.
- У 2016 році ЛА «Піраміда» випустила її книгу «За силу й перемогу», яка вперше побачила світ там само у 1938 році.

### Інші твори
- Поезії в прозі, діалоги: "Білі іриси", "Філокактей", "Соняшники", "Спомин", "В'язні", "Янгол", "Дівчинка", Присвята", "Райське яблуко", "Весняної ночі", "Дві амфори", "Затрачений звук", "Останнє слово".
- Мистецькі образки: цикл "Три образи" ("Mona Lisa", "Візія" (Я.Мальчевського)", "Шал" (Ю.Подковинського)"); "Полонез D-moll Шопена (ор.71.№1)", "І. Музика", "ІІ. Прелюдія фіс-дур, №2 Василя Барвінського".

## Аудіозаписи текстів
- Дарія Віконська. "Музика" (аудіозапис поезії в прозі): https://www.youtube.com/watch?v=p_omI7DdnZI
- Дарія Віконська. "Полонез D-moll Шопена (ор.71.№1)": https://www.youtube.com/watch?v=_LCwUmYq-X8
- Дарія Віконська. "Mona Lisa"  (аудіозапис поезії в прозі): https://www.youtube.com/watch?v=ZAyRVeYamrw [Архівовано 8 липня 2023 у Wayback Machine.]
- Дарія Віконська. "Філокактей"  (аудіозапис мінітатюри): https://www.youtube.com/watch?v=YEZewIWjhrM [Архівовано 24 червня 2021 у Wayback Machine.]
- Дарія Віконська. "Білі іриси": https://www.youtube.com/watch?v=1mwYGLEnkE8 [Архівовано 28 травня 2022 у Wayback Machine.]
- Дарія Віконська. "Соняшники" (аудіозапис мінітатюри): https://www.youtube.com/watch?v=CMeyTnR_S_c [Архівовано 16 листопада 2021 у Wayback Machine.]
- Дарія Віконська. "Спомин"  (аудіозапис мінітатюри): https://www.youtube.com/watch?v=4oFDYguHkhA
- Дарія Віконська. "В'язні"  (аудіозапис мінітатюри): https://www.youtube.com/watch?v=Z6seQ7EQgcU
- Дарія Віконська. "Поезія Венеції"  (аудіозапис тревел-мінітатюри): https://www.youtube.com/watch?v=D44L_zSFq_o
- Дарія Віконська. “Джеймс Джойс. Тайна його мистецького обличчя” (літературно-критична студія): https://www.youtube.com/watch?v=HEU4kwjXs8A [Архівовано 31 жовтня 2021 у Wayback Machine.]
- Дарія Віконська. "Про європейськість нашої літератури". Есей (уривок) (аудіозапис) : https://www.youtube.com/watch?v=Bba0eZ-8zO0